# Stato d'allarme
Stato d'allarme (The Bedford Incident) è un film del 1965, diretto da James B. Harris, tratto dal romanzo scritto nel 1963 da Mark Rascovich.
Arthur Lawson ottenne una candidatura al premio BAFTA come miglior scenografo.

## Trama
Durante la guerra fredda il cacciatorpediniere americano USS Bedford, comandato dal capitano Eric Finlander, intercetta un sommergibile sovietico nello stretto di Danimarca, all'interno delle acque territoriali dell'Islanda, paese appartenente alla NATO.
La caccia si snoda attraverso i ghiacci dell'artico dove il sommergibile sovietico può trovare nascondiglio ma allo stesso tempo non può emergere per imbarcare aria, allo scopo di evitare l'identificazione. Il capitano, nonostante gli ordini provenienti dal comando gli impongano di interrompere l'inseguimento, ed evitando incoscientemente di ascoltare il parere contrario del consulente di bordo, il commodoro Schrepke, un ex comandante tedesco di U-Boot, prosegue la caccia anche in acque internazionali, entrando in rotta di collisione col sommergibile, danneggiando lo snorkel nel frattempo issato, per costringerlo ad emergere.
Lo scontro a quel punto non è più solo tra il cacciatorpediniere ed il sommergibile ma anche all'interno dell'equipaggio della nave americana: l'addetto al sonar perde il controllo ed il dottor Potter, accorso in plancia, ne chiede il riposo ma il comandante ne ordina il rientro in servizio entro due ore; il dottore a quel punto reagisce verbalmente in modo offensivo ma il comandante ne ignora lo sdegno, imponendogli di eseguire il suo ordine.
Pochi attimi dopo il tenente Ralston, dietro ordine del capitano, arma la centrale di tiro per essere pronto a lanciare un ASROC contro il sommergibile, il quale continua ad ignorare le richieste di emersione provenienti dal Bedford, ma, essendo ormai anch'egli fuori controllo, in quanto continuamente sottoposto ad un fortissimo stress da parte del capitano, fa partire per sbaglio il missile verso il sommergibile; quest'ultimo, udito il lancio, prima di essere colpito fa partire a sua volta una salva di quattro siluri a testata nucleare, portando la caccia alle estreme quanto inutili conseguenze.

## Produzione

### Cast
- Richard Widmark, capitano Eric Finlander: uomo determinato e grande patriota, ma allo stesso tempo frustrato, a suo pensare, dalla prudente "debolezza" dei suoi superiori che, a dispetto dei suoi successi e dello stato di servizio impeccabile, lo fanno saltare nelle promozioni. Egli ritiene, come causa della sua mancata promozione ad ammiraglio, il suo schietto modo di esprimersi, a dispetto del valore dimostrato durante la crisi dei missili di Cuba, dove avrebbe auspicato una maggiore "fermezza" da parte degli Stati Uniti. Temuto ma allo stesso tempo rispettato dagli uomini del suo equipaggio, egli è determinato in modo rigido ad ottenere sempre il massimo da loro, non allentando mai la tensione attraverso continue prove d'allarme.
- Sidney Poitier, Ben Munceford: un giornalista di aperte idee pacifiste ma che non vengono mai manifestate al fine di evitare il conflitto con il capitano, preferendo una costante e spesso silenziosa presenza in plancia dove gli viene concesso di rimanere. Egli è venuto a conoscenza della personalità del capitano ed ha fatto richiesta di imbarco al fine di conoscerne direttamente il carattere.
- Martin Balsam, dottor Chester Potter: medico di bordo e professionalmente compromesso in quanto dedito al vizio. Si mostra contrario al modo di agire del comandante ma, a causa di un carattere debole e del timore di un ennesimo, e probabilmente definitivo, insuccesso professionale, è incapace di contrastarne la forte volontà.